# 統合作戦
統合作戦（とうごうさくせん、英：Joint Operation）とは、一国家の軍隊において種類が異なる軍種または部隊が連携して行う作戦である。

## 概要

アメリカ統合軍の地域管轄地図

同じ軍隊における異なる軍種・部隊間が連携して行う軍事作戦であり、第二次世界大戦の頃から重要性が認識されるようになってきた。その必要性としては軍事技術特に航空機、電子戦、ミサイルの発達によって作戦地域における前線、後方、地上、空中などに限定されることなく戦力が複雑に交錯することになったことが挙げられる。
また、集団安全保障体制の重要性が高まり、軍隊内の意思疎通を万全にして連合作戦する必要性が出てきたことがある。また軍隊に対する政治統制の希求、徹底した合理化、効率性と経済性の追求なども理由として大きい。

## 基礎

### 戦いの原則
戦いの原則とは通常の作戦でもしばしば論じられる九つの原則、目標の原則、主導の原則、集中の原則、節約の原則、機動の原則、統一の原則、警戒の原則、奇襲の原則、簡明の原則、である。これは統合作戦にも応用される。統合作戦ではこれらに加えて自制の原則、忍耐の原則、合法性の原則がある。

### 戦争の階層
戦争には三つの戦略的、作戦術的、戦術的な階層から見ることが出来る。戦争における戦略的階層とは戦争の全体を巨視的に見渡した階層である。作戦術的階層は戦術と関わりの深い軍事作戦の行動を作戦部隊の観点から見渡した階層であるが、これは戦略目標とも関係している。戦術的階層とは戦闘、交戦、戦闘以外の行動の遂行を実施部隊の視点から見渡す階層である。

### 統一行動
統合作戦とは陸海空の戦力を統一的に運用する作戦行動であるが、統一行動(Unified Actions)とはより広範囲にわたる力の統一的な運用を指す。すなわち統合作戦だけでなく、多国籍で行う連合作戦、政府機関と連携した作戦行動、非政府組織と連携した作戦行動、国際機関と連携した作戦行動の五つの行動を全て統合作戦指揮官の下で行うことである。

## 問題
統合作戦は陸海空の異なる戦力を統合化して作戦することによってその効果を最大化するものであり、攻勢作戦である場合と防勢作戦である場合とで難易度が異なる。防勢作戦は戦略的には受動となり、陸海空の各戦力が各個撃破され易く、指揮系統が複雑化し、また指揮権を巡る内部対立の発生や陸海空軍間の軍事的特性の差異による作戦の不手際なども作戦を難しくする場合がある。
統合作戦を行う際の問題点としてまず挙げられるのが、作戦行動の場所と装備の不整合であり、これに伴うテンポと行動半径及び戦果の差異である。陸軍は敵部隊の撃滅と地域の占領、海軍は敵部隊の撃破と制海権の獲得、そして空軍は敵部隊撃破と航空優勢奪取と敵後方への戦略爆撃や航空阻止や制空権の獲得を行う。この軍種間の戦力の性質の差異はそこに属している軍人の考え方や価値観などにも影響する。
第二次世界大戦においては、英米以外の各国もその必要性を認めながらもなかなか進まず、例えば日本においても陸海軍間の相互対立が激しく最後まで密接な統合作戦ができなかった。但し、太平洋戦争中期以降は、効果はともかく必要性に迫られて曲がりなりにも統合作戦的な作戦は行われていたし、統合作戦に応じた体制は形だけでもできつつあった。
その反省を踏まえ、現代では平時から軍隊を統合化するなどの試みが続けられており、防衛省においても1954年の自衛隊発足時に設置された統合幕僚会議は三自衛隊の調整機関であって指揮命令権も無かったが、2006年に防衛大臣に対する補佐に加えて、陸・海・空自衛隊の部隊運用や統合運用（統合作戦）を担い、自衛官最高位の統合幕僚長が司る統合幕僚監部に再編し、平時有事にかかわらず部隊運用を一本化するとともに情報通信分野における管理運営業務を3自衛隊共同の部隊である自衛隊指揮通信システム隊が担当する事となった。また、東日本大震災では、陸海空10万人規模からなる統合任務部隊を編成して災害派遣を実施した。